# Thierry Béguin
Pour les articles homonymes, voir Béguin.
Thierry Béguin, né le 2 décembre 1947 à La Chaux-de-Fonds (originaire de Rochefort), est une personnalité politique suisse du canton de Neuchâtel, membre du parti radical-démocratique.
Il est député au Conseil des États de fin 1987 à fin 1999 et Conseil d'État du canton de Neuchâtel de 1997 à 2005.

## Biographie
Thierry Béguin naît le 2 décembre 1947 à La Chaux-de-Fonds, dans une famille catholique très pratiquante. Il est originaire d'une autre commune du canton de Neuchâtel, Rochefort. Il a un frère cadet.
Son père, Jean-Paul Béguin, sympathisant de l'Action française, enseigne le français, l'anglais et l'histoire au gymnase de La Chaux-de-Fonds. La mère de Thierry Béguin, née Marguerite Gusset, s'occupe du foyer. Elle est une lointaine cousine de la famille de son mari, son grand-père, Armand Gusset, ayant quitté La Chaux-de-Fonds pour la France avant la Première Guerre mondiale pour y trouver du travail et s'étant installé à Arles. Le grand-père paternel de Thierry Béguin, Jules Béguin, est un militant socialiste.
Il effectue toute sa scolarité à La Chaux-de-Fonds, jusqu'au baccalauréat. Il commence des études de Lettres à l'Institut catholique de Paris en 1967, mais les interrompt à la suite du mouvement de Mai 68, auquel il n'adhère pas. Il retourne alors à Neuchâtel pour y faire des études de droit.
Il obtient son brevet d'avocat en 1974. Il est nommé juge d'instruction l'année suivante, puis procureur en 1980. Il exerce cette dernière fonction jusqu'à son élection au gouvernement neuchâtelois en 1997.
Il a le grade d'appointé à l'armée.
Il a quatre filles. Son épouse, Antoinette, est enseignante.
Il habite Saint-Blaise,.

## Parcours politique
Lors de ses études à Neuchâtel, il participe au lancement d'un journal universitaire situé très à droite, intitulé Réactions, tout en animant les rencontres des Jeunes Radicaux. Il adhère au Parti radical-démocratique en 1968.
Il est membre du Conseil général (législatif) de La Chaux-de-Fonds de 1972 à 1973, puis de celui de Saint-Blaise de 1976 à 1988,.
Il est élu au Conseil des États au premier tour le 18 octobre 1987, remportant le siège occupé jusque-là par le socialiste René Meylan, qui ne se représentait pas. Il est réélu à deux reprises au premier tour, en 1991 et 1995. Lors de son dernier mandat, il siège à la Commission de la sécurité sociale et de la santé publique (CSSS) jusqu'à mars 1997 et à la Commission des affaires juridiques (CAJ) jusqu'en décembre 1997, puis à la Commission de la science, de l'éducation et de la culture (CSEC).
Il est candidat à l'investiture de son parti en 1992 pour le Conseil d'État neuchâtelois, mais il se voit largement préférer Maurice Jacot, représentant de l'aile économique du parti (143 voix contre 68),. Accusé d'avoir fait pression sur un juge d'instruction, ce dernier ne se représente pas cinq ans plus tard et Thierry Béguin est finalement désigné candidat officiel du parti après le retrait de Didier Burkhalter. Thierry Béguin est élu le 20 avril 1997 au premier tour au gouvernement, avec le meilleur score de l'ensemble des candidats, permettant à son parti de conserver son siège. Il y prend la tête du Département de l'instruction publique et des affaires culturelles et préside le Conseil d'État en 2000-2001. Candidat à un nouveau mandat en 2001, il est réélu au premier tour. Il ne se représente pas en 2005 pour une troisième législature, se jugeant en décalage avec un camp bourgeois qui a glissé vers la droite.
Intéressé par une nouvelle candidature au Conseil des États en 2009 pour succéder à Didier Burkhalter, il n'est pas retenu par son parti, qui lui préfère Raphaël Comte,.

### Positionnement politique
Il a une réputation de franc-tireur, s'opposant parfois à son parti. Il soutient ainsi un moratoire sur le nucléaire ou l'éligibilité des étrangers,. Il se distingue notamment par son combat contre la pédophilie et contre le libéralisme en matière de drogue.
Proche des mouvements réactionnaires lors de sa jeunesse, il devient par la suite un radical centriste doté d'une fibre sociale (« L'esprit à droite et le cœur à gauche », selon ses propres dires). Il déclare ainsi lors de son investiture au Conseil des États : « Je veux rétablir le Parti radical au centre et échapper à l'ultralibéralisme de Reagan et Thatcher ».

## Autre mandat
Il est membre de l'Autorité de surveillance du Ministère public de la Confédération de 2011 à 2012,.

## Publication
Mémoires imparfaits, Vevey, Éd. de l'Aire, février 2016, 180 p. (ISBN 9782940537655)